# Gearbox软件
Gearbox软件（有译作“变速箱软件”）是一家美国的电子游戏开发公司。公司成立于1999年，总部于美国得克萨斯州弗里斯科。公司在成立后与多家游戏软件大厂都有过合作，像最初与Valve合作将其著名游戏作品《半条命》从电脑平台移植到家用游戏机平台上。在2005年，公司推出第一个属于自己的知识产权游戏系列《战火兄弟连》系列，交由育碧发行。在2009年，公司发售了第二个自主知识产权的游戏系列《无主之地》，并因独特的美术风格和游戏系统获得了不少好评。此外，Gearbox软件还拥有《毁灭公爵》、《萬艦齊發》等经典游戏系列的版权。
2021年2月，Gearbox被拥抱者集团以13亿美元收购。2024年3月28日，拥抱者集团宣布将Gearbox以4.6亿美元的价格出售给Take-Two Interactive，並于2024年6月完成。

## 历史
1999年2月16日，Gearbox软件成立。最初的成员有Randy Pitchford、Brian Martel、Stephen Bahl、Landon Montgomery和Rob Heironimus五个人，他们曾在Rebel Boat Rocker作为同事；更早之前Pitchford和Martel曾在3D Realms一起共事过，而Montgomery有在贝塞斯达软件工作过。截至2000年，公司已有15名员工。
2015年初Gearbox宣布成立游戏发行部门Gearbox发行（Gearbox Publishing），而《家园 高清合集》（Homeworld Remastered Collection）成为其发行的首款游戏。2015年12月，Gearbox软件宣布在加拿大魁北克建立新的游戏工作室：Gearbox Studio Quebec。
2019年5月，Gearbox软件宣布成立Gearbox娱乐（Gearbox Entertainment）作为Gearbox软件和Gearbox发行的母公司。
2021年2月3日，拥有THQ Nordic、Deep Silver、4A Games的瑞典控股集团拥抱者集团宣布以13亿美元收购Gearbox娱乐。2021年8月，Gearbox宣布在加拿大蒙特利尔成立在加拿大的第二家工作室：Gearbox Studio Montreal。2021年10月，Gearbox娱乐宣布成立新的子公司：Gearbox工作室（Gearbox Studio），新公司将负责Gearbox旗下相关IP的改编影视剧业务。
2021年12月，拥抱者集团宣布收购完美世界在北美的发行部门“完美世界娱乐”和旗下工作室神秘工作室以及QA团队。2022年4月收购完成，拥抱者将该收购后的公司交由Gearbox娱乐运营，完美世界娱乐更名为Gearbox发行旧金山（Gearbox Publishing San Francisco），而原完美世界旗下的神秘工作室也由Gearbox娱乐负责。
2022年4月，Gearbox娱乐宣布收购游戏开发商Lost Boy Interactive，它曾协助Gearbox的《小缇娜的奇幻之地》开发。
2024年2月29日，据媒体报道，Gearbox娱乐将会被拥抱者集团出售。2024年3月28日，拥抱者集团宣布将Gearbox娱乐以4.6亿美元的价格出售给Take-Two Interactive，並于Take-Two Interactive 2024/25财年第一季度（2024年6月12日）完成。Take-Two收購後获得Gearbox名下绝大多数IP以及Gearbox软件的工作室。而Gearbox发行旧金山将在更名后继续由拥抱者集团持有，神秘工作室、Lost Boy Interactive等外部收购的公司也将继续由拥抱者集团持有，一些原计划由Gearbox发行的游戏将由拥抱者集团继续发行。